# Holocentropus horribilis
Holocentropus horribilis is een fossiele soort schietmot uit de familie Polycentropodidae.